# Dinotrema irekabi
Dinotrema irekabi är en stekelart som beskrevs av Papp 2003. Dinotrema irekabi ingår i släktet Dinotrema och familjen bracksteklar. Inga underarter finns listade i Catalogue of Life.